# トルファ
トルファ（伊: Tolfa）は、イタリア共和国ラツィオ州ローマ県にある、人口約4,700人の基礎自治体（コムーネ）。

## 地理

### 位置・広がり
ローマ県北西部のコムーネ。

#### 隣接コムーネ
隣接するコムーネは以下の通り。括弧内のVTはヴィテルボ県所属を示す。
- アッルミエーレ
- ブレーラ (VT)
- ブラッチャーノ
- カナーレ・モンテラーノ
- チェルヴェーテリ
- マンツィアーナ
- モンテ・ロマーノ (VT)
- サンタ・マリネッラ
- タルクイーニア (VT)
- ヴェヤーノ (VT)

### 気候分類・地震分類
トルファにおけるイタリアの気候分類 (it) および度日は、zona D, 2070 GGである。
また、イタリアの地震リスク階級 (it) では、zona 3B (sismicità bassa) に分類される。

## 行政

### 山岳部共同体
広域行政組織である山岳部共同体 Comunità montana Monti della Tolfa  (it) （事務所所在地: アッルミエーレ）に属する。

## 姉妹都市
- ディングル、アイルランド
- Għajnsielem、マルタ
- Salobreña、スペイン
- スロヴェンスケ・コニツェ、スロベニア

## 文化・観光
「スローシティ」加盟都市である。